# 克羅姆威爾 (印地安納州)
克羅姆威爾（英語：Cromwell）是一個位於美國印地安納州諾布爾縣的城鎮。

## 人口
根據2010年美國人口普查的數據，克羅姆威爾的面積為0.74平方千米，當中陸地面積為0.74平方千米，而水域面積為0.00平方千米。當地共有人口512人，而人口密度為每平方千米692人。